# وزارة المالية (تونس)
وزارة المالية هي وزارة تونسية مكلفة بإدارة الشؤون المالية في البلاد التونسية.

## مشمولات الوزارة
وزارة المالية مكلفة حسب الأمر عـ316ـدد لسنة 1975 المؤرخ في 30 ماي 1975 ب«إعداد وتنفيذ سياسة الدولة في الميادين المالية والنقدية والجبائية»:
- إعداد مشاريع قوانين المالية والسهر على تنفيذ ميزانية الدولة والموازين الملحقة بها وموازين المؤسسات العمومية ذات الصبغة الادارية والأموال الخاصة بالخزينة طبقا للنصوص التشريعية والترتيبية الجاري بها العمل.

وبهذا العنوان تقع استشارتها بشأن كل المسائل التي يكون لها تأثير على الميزانية وخاصة ما يتعلق منها بالتأجيرات العمومية.
- إعداد مشاريع النصوص ذات الصبغة الجبائية والقمرقية وتسهر على تنفيذ التشريع المتعلق بهذا الميدان.
- إعداد مشاريع النصوص المتعلقة بحسابية الدولة والجماعات واتخاذ كل التدابير الضرورية لتطبقها.

مراقبة المحاسبين العموميين فيما له مساس بممارسة المهمة المسندة لهم بمقتضى القوانين والتراتيب.
- كما تتولى وزارة المالية بمشاركة وزارة الداخلية الإشراف من الناحية المالية على الجماعات العمومية المحلية وتبدي رأيها بالخصوص في الشؤون البلدية أو الجهوية التي تكون لها تأثير من الناحية المالية .
- وتتولى وزارة المالية التصرف في الخزينة العمومية.

وهي مكلفة بالخصوص بـ :
- متابعة موارد وحاجيات الخزينة وتوفير التوازن بينها
- إصدار القروض وترويجها
- إدارة شؤون الدين العمومي ذي الأمد القصير والمتوسط

- تبدي وزارة المالية رأيها بشأن كل المسائل ذات الصبغة الاقتصادية أو الاجتماعية التي تعرض عليها.
- وتمنح وزارة المالية بمشاركة الوزارة أو الوزارات المعنية مساعدة الدولة للمؤسسات حسبما هو وارد بالنصوص التشريعية والترتيبية الجاري بها العمل.
- ولهذا الغرض فهي مكلفة بالخصوص بتنفيذ أحكام مجلة استثمار الأموال فيما يخص الامتيازات الجبائية والمالية.

تسطر وزارة المالية وتنفذ السياسة التي ترسمها الدولة في ميدان القروض ولهذا الغرض فهي تشارك في الاشراف على البنوك والمنظمات المالية في نطاق التراتيب المتعلقة بالمهنة المصرفية.
- كما تتولى مراقبة شركات التأمين والشركات التعاونية وتقوم بإدارة شؤون صندوق الضمان للسيارات.
- تقع وجوبا استشارة وزارة المالية بشأن كل المسائل المتعلقة بالتصرف من الناحية المالية في الدواوين والشركات القومية والشركات التي تساهم الدولة في رأسمالها بصورة مباشرة أو غير مباشرة وكذلك في المؤسسات التي تتمتّع بامتيازات مالية أو جبائية.
- وهي تضطلع بهذا العنوان بمراقبة التصرف المالي للشركات والمنظمات المشار إليها أعلاه.

و تصادق بمشاركة الوزارة أو الوزارات المعنية على الحسابات التقديرية للمؤسسات العمومية.
- تتولى وزارة المالية من خلال الهيكل المكلف بالرقابة العامة للمالية مراقبة التصرّف في ميزانية الدولة وموازين المؤسسات العمومية والجماعات العمومية المحلية والشركات الوطنية والشركات ذات الاقتصاد المشترك وبصفة عامة المنظمات من كل نوع التي تطلب بصفة مباشرة أو غير مباشرة مساعدة الدولة أو إحدى الجماعات العمومية.
- وزارة المالية مكلفة بمعية البنك المركزي التونسي بتسطير وتنفيذ السياسة التي تسلكها الدولة في الميدان النقدي وفي ميدان المالية الخارجية.

ولهذا الغرض فهي :
- تعد التشريع والتراتيب المتعلقة بالصرف بعد أخذ رأي البنك المركزي التونسي.
- تشارك في إعداد وإبرام اتفاقات الدفع.
- تتابع مع البنك المركزي التونسي تطور ميزان الدفوعات.
- تبدي رأيها بشأن حركات رؤوس الأموال مع البلاد الأجنبية.
- تشارك في إعداد الاتفاقات المالية وفي التفاوض بشأن القروض الاجنبية وضبط برامجها.

## المنشئات والمؤسسات تحت الإشراف
- مصنع التبغ بالقيروان
- البنك الوطني الفلاحي
- الشركة التونسية للبنك
- بنك الإسكان
- البنك التونسي للتضامن
- بنك تمويل المؤسسات الصغرى والمتوسطة
- وكالة الكحول
- الوكالة التونسية للتضامن
- مركز الإعلامية لوزارة المالية
- شبكة تونس للتجارة
- ديوان مساكن أعوان وزارة المالية
- المدرسة الوطنية للمالية
- الشركة التونسية للضمان
- شركة "البنيان"

## القائمة
قبل الاستقلال
المدراء العامون للمالية:
- 1884 - 1891: بيار ماري دوبيان (Pierre-Marie Depienne)
- 1891 - 1902: بول دوكروكيه (Paul Ducroquet)
- 1902 - 1921: غاستون دوبورديو (Gaston Dubourdieu)
- 1921 - 1930: هوبار كرانسييه (Hubert Crancier)
- 1930 - 1934: بول دوبوا تان (Paul Dubois-Taine)
- 1934 - 1937: روجيه أوبنو (Roger Hoppenot)
- 1937 - 1945: لوي كارتري (Louis Cartry)
- 1945 - 1947: هنري كولمان (Henri Culmann)
- 1947 - 1955: جان غاستون فريسيه (Jean Gaston Fraissé)

بعد الاستقلال
| الصورة                       | الوزير                     | الحزب                      | الحزب                                   | الحكومة              | تولى المنصب    | ترك المنصب     |
| ---------------------------- | -------------------------- | -------------------------- | --------------------------------------- | -------------------- | -------------- | -------------- |
|                              | الهادي نويرة               |                            | الحزب الحر الدستوري                     | حكومة الطاهر بن عمار | 7 سبتمبر 1955  | 20 مارس 1956   |
| 20 مارس 1956                 | الهادي نويرة               | 11 أفريل 1956              | الحزب الحر الدستوري                     | حكومة الطاهر بن عمار |                |                |
|                              | الهادي نويرة               | الحزب الحر الدستوري الجديد | حكومة الحبيب بورقيبة الأولى             | 11 أفريل 1956        | 25 جويلية 1957 |                |
| حكومة الحبيب بورقيبة الثانية | الهادي نويرة               | الحزب الحر الدستوري الجديد | 25 جويلية 1957                          | 30 سبتمبر 1958       |                |                |
| حكومة الحبيب بورقيبة الثانية |                            | الحزب الحر الدستوري الجديد | الباهي الأدغم                           | 30 سبتمبر 1958       | 30 ديسمبر 1958 |                |
| حكومة الحبيب بورقيبة الثانية |                            | الحزب الحر الدستوري الجديد | أحمد المستيري                           | 30 ديسمبر 1958       | 2 أوت 1960     |                |
| حكومة الحبيب بورقيبة الثانية |                            | الحزب الحر الدستوري الجديد | الباهي الأدغم                           | 2 أوت 1960           | 4 أكتوبر 1960  |                |
| حكومة الحبيب بورقيبة الثانية |                            | الحزب الحر الدستوري الجديد | الهادي خفشة                             | 4 أكتوبر 1960        | 30 جانفي 1961  |                |
| حكومة الحبيب بورقيبة الثانية |                            | الحزب الحر الدستوري الجديد | أحمد بن صالح                            | 30 جانفي 1961        | 26 أكتوبر 1964 |                |
| حكومة الحبيب بورقيبة الثانية |                            | الحزب الاشتراكي الدستوري   | أحمد بن صالح                            | 26 أكتوبر 1964       | 8 سبتمبر 1969  |                |
| حكومة الحبيب بورقيبة الثانية |                            | الحزب الاشتراكي الدستوري   | عبد الرزاق الرصاع                       | 8 سبتمبر 1969        | 7 نوفمبر 1969  |                |
| حكومة الباهي الأدغم          | 7 نوفمبر 1969              | الحزب الاشتراكي الدستوري   | عبد الرزاق الرصاع                       | 2 نوفمبر 1970        |                |                |
| حكومة الهادي نويرة           | 2 نوفمبر 1970              | الحزب الاشتراكي الدستوري   | عبد الرزاق الرصاع                       | 29 أكتوبر 1971       |                |                |
| حكومة الهادي نويرة           |                            | الحزب الاشتراكي الدستوري   | محمد الفيتوري                           | 29 أكتوبر 1971       | 26 ديسمبر 1977 |                |
| حكومة الهادي نويرة           |                            | الحزب الاشتراكي الدستوري   | عبد العزيز المطهري                      | 26 ديسمبر 1977       | 23 أفريل 1980  |                |
| حكومة محمد مزالي             | 23 أفريل 1980              | الحزب الاشتراكي الدستوري   | عبد العزيز المطهري                      | 25 أفريل 1980        |                |                |
| حكومة محمد مزالي             |                            | الحزب الاشتراكي الدستوري   | منصور معلى                              | 25 أفريل 1980        | 18 جوان 1983   |                |
| حكومة محمد مزالي             |                            | الحزب الاشتراكي الدستوري   | صالح بن مباركة                          | 18 جوان 1983         | 28 أفريل 1986  |                |
| حكومة محمد مزالي             |                            | الحزب الاشتراكي الدستوري   | رشيد صفر                                | 28 أفريل 1986        | 8 جويلية 1986  |                |
|                              | إسماعيل خليل               | الحزب الاشتراكي الدستوري   | حكومة رشيد صفر                          | 8 جويلية 1986        | 2 أكتوبر 1987  |                |
| حكومة زين العابدين بن علي    | إسماعيل خليل               | الحزب الاشتراكي الدستوري   | 2 أكتوبر 1987                           | 27 أكتوبر 1987       |                |                |
| حكومة زين العابدين بن علي    |                            | الحزب الاشتراكي الدستوري   | النوري الزرقاطي                         | 27 أكتوبر 1987       | 7 نوفمبر 1987  |                |
| حكومة الهادي البكوش          | 7 نوفمبر 1987              | الحزب الاشتراكي الدستوري   | النوري الزرقاطي                         | 27 فيفري 1988        |                |                |
| حكومة الهادي البكوش          |                            | التجمع الدستوري الديمقراطي | النوري الزرقاطي                         | 27 فيفري 1988        | 11 أفريل 1989  |                |
| حكومة الهادي البكوش          |                            | التجمع الدستوري الديمقراطي | محمد الغنوشي                            | 11 أفريل 1989        | 27 سبتمبر 1989 |                |
| حكومة حامد القروي            | 27 سبتمبر 1989             | التجمع الدستوري الديمقراطي | محمد الغنوشي                            | 9 جوان 1992          |                |                |
| حكومة حامد القروي            |                            | التجمع الدستوري الديمقراطي | النوري الزرقاطي                         | 9 جوان 1992          | 22 جانفي 1997  |                |
| حكومة حامد القروي            |                            | التجمع الدستوري الديمقراطي | محمد الجريء                             | 22 جانفي 1997        | 22 أفريل 1999  |                |
| حكومة حامد القروي            |                            | التجمع الدستوري الديمقراطي | توفيق بكار                              | 22 أفريل 1999        | 17 نوفمبر 1999 |                |
| حكومة محمد الغنوشي الأولى    | 17 نوفمبر 1999             | التجمع الدستوري الديمقراطي | توفيق بكار                              | 14 جانفي 2004        |                |                |
| حكومة محمد الغنوشي الأولى    |                            | التجمع الدستوري الديمقراطي | منير جعيدان                             | 14 جانفي 2004        | 24 مارس 2004   |                |
| حكومة محمد الغنوشي الأولى    |                            | التجمع الدستوري الديمقراطي | محمد رشيد كشيش                          | 24 مارس 2004         | 15 جانفي 2010  |                |
| حكومة محمد الغنوشي الأولى    |                            | التجمع الدستوري الديمقراطي | رضا شلغوم                               | 15 جانفي 2010        | 14 جانفي 2011  |                |
|                              | مستقل                      | حكومة محمد الغنوشي الثانية | رضا شلغوم                               | 14 جانفي 2011        | 15 جانفي 2011  |                |
| 15 جانفي 2011                | مستقل                      | حكومة محمد الغنوشي الثانية | رضا شلغوم                               | 27 جانفي 2011        |                |                |
|                              | مستقل                      | حكومة محمد الغنوشي الثانية | جلول عياد                               | 27 جانفي 2011        | 27 فيفري 2011  |                |
| حكومة الباجي قائد السبسي     | مستقل                      | 27 فيفري 2011              | جلول عياد                               | 13 ديسمبر 2011       |                |                |
| حكومة الباجي قائد السبسي     | مستقل                      | 13 ديسمبر 2011             | جلول عياد                               | 24 ديسمبر 2011       |                |                |
|                              | مستقل                      | حسين الديماسي              | حكومة حمادي الجبالي                     | 24 ديسمبر 2011       | 27 جويلية 2012 |                |
|                              | مستقل                      | سليم بسباس (مؤقت)          | حكومة حمادي الجبالي                     | 27 جويلية 2012       | 13 مارس 2013   |                |
|                              | إلياس الفخفاخ              |                            | التكتل الديمقراطي من أجل العمل والحريات | حكومة علي العريض     | 13 مارس 2013   | 29 جانفي 2014  |
|                              | حكيم بن حمودة              |                            | مستقل                                   | حكومة المهدي جمعة    | 29 جانفي 2014  | 31 ديسمبر 2014 |
| 31 ديسمبر 2014               | حكيم بن حمودة              | 6 فيفري 2015               | مستقل                                   | حكومة المهدي جمعة    |                |                |
|                              | سليم شاكر                  |                            | نداء تونس                               | حكومة الحبيب الصيد   | 6 فيفري 2015   | 27 أوت 2016    |
|                              | لمياء الزريبي              |                            | مستقلة                                  | حكومة يوسف الشاهد    | 27 أوت 2016    | 30 أفريل 2017  |
|                              | فاضل عبد الكافي (بالإنابة) | مستقل                      | 30 أفريل 2017                           | حكومة يوسف الشاهد    | 6 سبتمبر 2017  |                |
|                              | رضا شلغوم                  |                            | نداء تونس                               | حكومة يوسف الشاهد    | 6 سبتمبر 2017  | 25 جويلية 2019 |
| 25 جويلية 2019               | رضا شلغوم                  | 23 أكتوبر 2019             | نداء تونس                               | حكومة يوسف الشاهد    |                |                |
| 23 أكتوبر 2019               | رضا شلغوم                  | 27 فيفري 2020              | نداء تونس                               | حكومة يوسف الشاهد    |                |                |
|                              | نزار يعيش                  |                            | مستقل                                   | حكومة إلياس الفخفاخ  | 27 فيفري 2020  | 2 سبتمبر 2020  |
|                              | علي الكعلي                 | حكومة هشام المشيشي         | مستقل                                   | 2 سبتمبر 2020        | 25 جويلية 2021 |                |
| -                            | علي الكعلي                 | 25 جويلية 2021             | مستقل                                   | 2 أوت 2021           |                |                |
| -                            |                            | سهام البوغديري نمصية       | مستقلة                                  | 2 أوت 2021           | 11 أكتوبر 2021 |                |
| حكومة نجلاء بودن             | 11 أكتوبر 2021             | سهام البوغديري نمصية       | مستقلة                                  | 5 فبراير 2025        |                |                |
|                              | مشكاة سلامة الخالدي        |                            | مستقلة                                  | حكومة كمال المدوري   | 5 فيفري 2025   | الى الآن       |

## روابط خارجية
- الموقع الرسمي.